# Pappa Y-front
Pappa Y-front är en svensk serie av Simon Gärdenfors som publicerats i tidningen Mega-Pyton samt i seriefanzin. Huvudfiguren är en naivistiskt tecknad, klotrund figur i y-frontskalsonger som får uppleva diverse äventyr à tre rutor. I de första två rutorna är han själaglad och upptäcker något nytt att utforska, i den sista rutan gör han illa sig och förlorar sitt goda humör.
 Artikeln var, i den version den hade den 24 januari 2006, helt eller delvis hämtad från Seriewikin (hos Seriefrämjandet): Pappa Y-front